# Hålisen Glacier
Hålisen Glacier är en glaciär i Antarktis. Den ligger i Östantarktis. Norge gör anspråk på området. Hålisen Glacier ligger 2 383 meter över havet.
Terrängen runt Hålisen Glacier är kuperad åt nordväst, men åt sydost är den platt. Trakten är obefolkad. Det finns inga samhällen i närheten. 